# Казалеккіо-ді-Рено
Казалеккіо-ді-Рено (італ. Casalecchio di Reno) — муніципалітет в Італії, у регіоні Емілія-Романья, метрополійне місто Болонья.
Казалеккіо-ді-Рено розташоване на відстані близько 310 км на північ від Рима, 5 км на захід від Болоньї.
Населення — 36 233 особи (2014).
Щорічний фестиваль відбувається 11 листопада. Покровитель — святий Мартин Турський.

## Демографія
Населення за роками:

Станом на 1 січня 2023 року в муніципалітеті офіційно проживало 4230 іноземців з 107 країн, серед них 1333 громадяни країн Євросоюзу та 221 громадянин України.

## Уродженці
- Лаура Бетті (1927—2004) — італійська акторка.
- Марко Баллотта (*1964) — італійський футболіст, воротар, нападник, згодом — футбольний тренер.

## Сусідні муніципалітети
- Болонья
- Сассо-Марконі
- Цола-Предоза